# Mak lo yan
Pour plus de détails, voir Fiche technique et Distribution.
Mak lo yan (麥路人) est un film hongkongais réalisé par Wong Hing-fan, sorti en 2019.

## Synopsis
Bowen Tung travaillait dans la finance et est aujourd'hui ruiné. Il devient un « McRefugee », un sans-abri qui dort dans les McDonald's ouverts vingt-quatre heures sur vingt-quatre.

## Fiche technique
- Titre : Mak lo yan
- Titre original : 麥路人
- Titre anglais : I'm Livin' It
- Réalisation : Wong Hing-fan
- Scénario : Ja Poon
- Musique : Peter Kam
- Photographie : S. K. Yip
- Montage : Angelina Wing Men-kwan et Siu Pa-wong
- Production : Soi Cheang
- Société de production : Amazing Global, Beijing Bigmay Universe Film, Beijing Linxi Film, China Film Media Asia Audio Video Distribution, EMI Global, Entertaining Power, Lajin Film, Media Asia Films, Mokexing Film, Mountaintop et Star Alliance Movies
- Pays :  Hong Kong et  Chine
- Genre : Drame
- Durée : 114 minutes
- Dates de sortie : 
  -  Japon : 29 octobre 2019 (festival international du film de Tokyo)
  -  Chine : 17 septembre 2020

## Distribution
- Aaron Kwok : Bowen Tung
- Miriam Chin Wah-yeung : Jane To
- Zeno Koo : Sam Wong

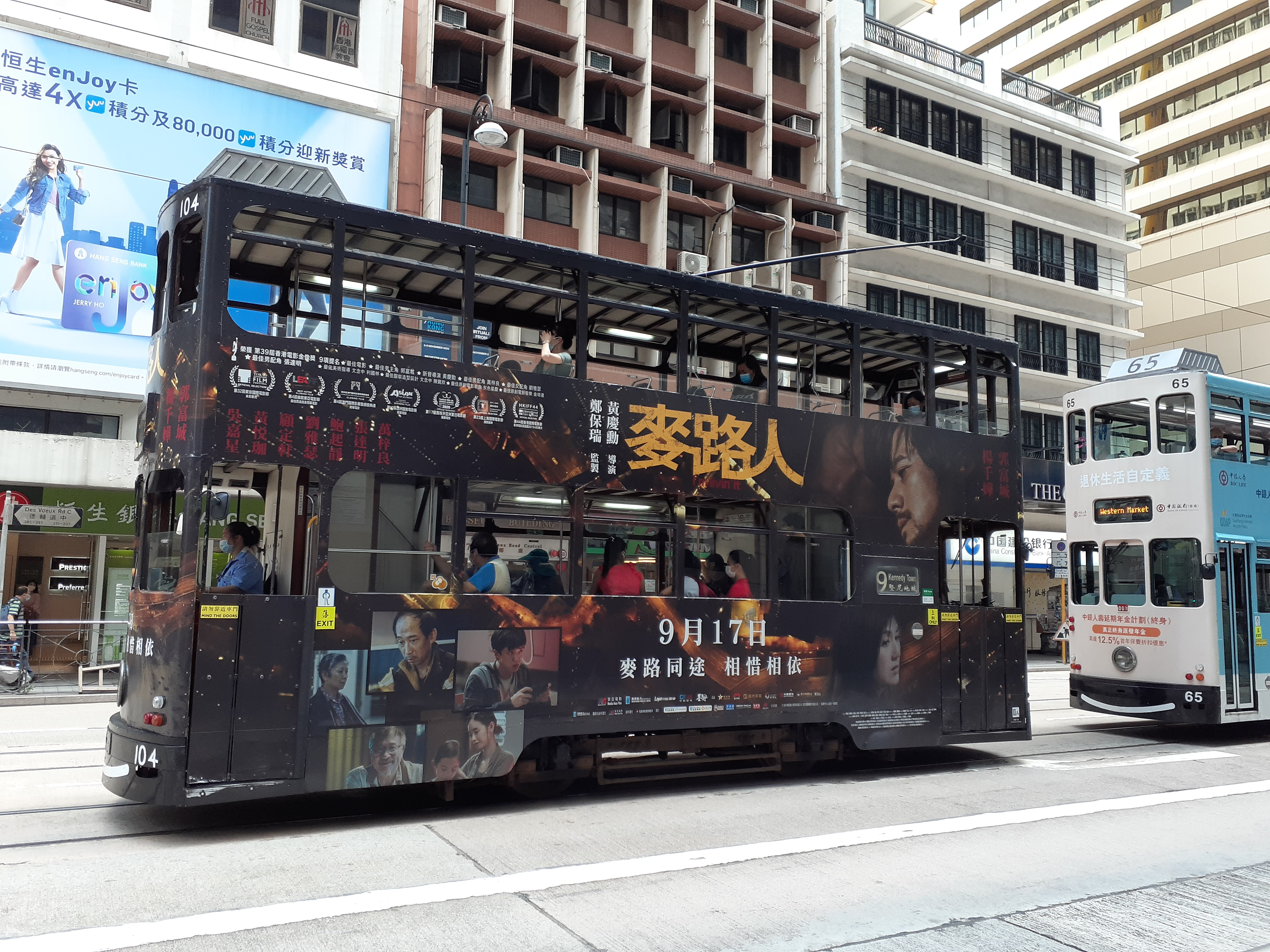
Publicité pour le film à Hong Kong.

- Cheung Tat-ming : Cheung le bavard
- Alex Man : oncle Wait
- Gaga Wong : Lee Hiu-wah
- Kathy Wu : Tung Kit-yu, la sœur de Bowen
- Paw Hee-ching : Leung Wan-lan, la mère de Bowen
- Nora Miao : Lai Fung, la belle-mère de Wai-yin

## Distinctions
Le film a été nommé pour dix Hong Kong Film Awards et a reçu celui du meilleur second rôle masculin pour Cheung Tat-ming.